# Грайнер, Томас
Томас Грайнер (нем. Thomas Greiner; род. 3 мая 1963, Дрезден) — немецкий гребец, выступавший за сборную ГДР по академической гребле в 1980-х годах. Чемпион летних Олимпийских игр в Сеуле, четырёхкратный чемпион мира, победитель многих регат национального и международного значения.

## Биография
Томас Грайнер родился 3 мая 1963 года в городе Дрезден, ГДР. Проходил подготовку в местном спортивном клубе «Анхайт Дрезден».
Впервые заявил о себе в гребле в 1980 году, выиграв бронзовую медаль в парных четвёрках на юниорском мировом первенстве в Бельгии. Год спустя на аналогичных соревнованиях в Болгарии занял первое место в парных двойках.
Первого серьёзного успеха на взрослом международном уровне добился в сезоне 1982 года, когда вошёл в основной состав восточногерманской национальной сборной и выступил на чемпионате мира в Люцерне, где одержал победу в зачёте распашных рулевых четвёрок.
В 1983 году на мировом первенстве в Дуйсбурге победил всех соперников в рулевых двойках.
Рассматривался в качестве кандидата на участие в летних Олимпийских играх 1984 года в Лос-Анджелесе, однако Восточная Германия вместе с несколькими другими странами социалистического лагеря бойкотировала эти соревнования по политическим причинам. Вместо этого он выступил на альтернативной регате «Дружба-84» в Москве, где завоевал серебряную медаль в программе безрульных распашных четвёрок — уступил на финише только экипажу из СССР.
В 1985 году побывал на чемпионате мира в Хазевинкеле, откуда привёз награду бронзового достоинства, полученную в безрульных четвёрках.
На мировом первенстве 1986 года в Ноттингеме стал бронзовым призёром в рулевых двойках.
В 1987 году в безрульных четвёрках одержал победу на чемпионате мира в Копенгагене.
Благодаря череде удачных выступлений удостоился права защищать честь страны на Олимпийских играх 1988 года в Сеуле — в составе экипажа, куда также вошли гребцы Ральф Брудель, Роланд Шрёдер и Олаф Фёрстер, занял первое место в программе мужских распашных четвёрок без рулевого и тем самым завоевал золотую олимпийскую медаль. За это выдающееся достижение по итогам сезона был награждён орденом «За заслуги перед Отечеством» в золоте.
После сеульской Олимпиады Грайнер остался в составе гребной команды ГДР и продолжил принимать участие в крупнейших международных регатах. Так, в 1989 году он выступил на мировом первенстве в Бледе, где вновь победил в безрульных четвёрках, став таким образом четырёхкратным чемпионом мира по академической гребле.
В 1990 году на чемпионате мира в Тасмании добавил в послужной список бронзовую награду, полученную в зачёте безрульных четвёрок.
Его высочайшие заслуги в академической гребле в 1991 году были отмечены Медалью Томаса Келлера.
Впоследствии работал налоговым консультантом, участвовал в соревнованиях по гребле в качестве судьи. Женат, есть двое детей.